# Ton Hardonk (burgemeester)
Anthonius Cornelis Philippus (Ton) Hardonk (Vlaardingen, 25 oktober 1935 – Barneveld, 9 juli 2015) was een Nederlands politicus van de SGP.
In 1953 ging hij werken bij de gemeente Vlaardingen en in 1960 maakte hij de overstap naar uitgeverij VUGA waar hij chef redacteur werd. In 1967 stapte Hardonk na een conflict bij die uitgever op. Hierna ging hij werken bij de gemeente Den Haag waar hij het als referendaris bracht tot afdelingschef.
In 1962 kwam hij als enige SGP'er namens de Protestants-Christelijke Groep (een lokaal samenwerkingsverband tussen ARP, CHU en SGP) in de gemeenteraad van Vlaardingen. Rond 1966 werd hij fractievoorzitter. In juni 1971 werd Hardonk benoemd tot burgemeester van Nieuw-Lekkerland en in 1977 werd hij als burgemeester van Oldebroek de eerste SGP-burgemeester van Gelderland. Op 12 juni 1992 werd hij burgemeester van Barneveld. Daar baarde hij opzien door zowel Sinterklaas als Prins Carnaval niet te willen ontvangen en geen sporters te willen huldigen of deel te nemen aan diverse culturele evenementen. Hardonk ijverde binnen de SGP voor een gelijkwaardig lidmaatschap voor vrouwen. Vanaf 1996 was hij daarnaast ook nog ruim een half jaar waarnemend burgemeester van Scherpenzeel ter vervanging van de ernstig zieke Hans de Korte. Hardonk ging in 1999 vervroegd met pensioen.
In 2001 schreef Hardonk het autobiografische werk Boven de partijen; een blik in het ambt en het hart van een burgemeester. Hij overleed in 2015 na een langdurig ziekbed op 79-jarige leeftijd.